# Johnnie Johnson
James Edgar "Johnnie" Johnson, född 9 mars 1915 i Barrow Upon Soar Leicestershire England död 30 januari 2001 var en engelsk civilingenjör, vice flygmarskalk och flygaräss. 
Som 17-åring skaffade han sig ett BSA hagelgevär för fågeljakt, här lärde han sig tekniken att skjuta strax framför fågelns flyktbana, detta kom senare att få stor betydelse i hans framtida liv som jaktflygare. Han utexaminerades som civilingenjör från University of Nottingham 1937. Efter studierna sökte han in till Royal Auxiliary Air Force men han blev inte antagen efter att läkaren vid hälsoundersökningen hittat spår av en gammal rugbyskada i ryggen. Han sökte sig då till The Leicestershire Yeomanry artilleriregemente där han antogs. Behovet av piloter inför andra världskriget öppnade möjligheten för honom att söka till RAF:s frivilliga reserv, där han fick lära sig flyga.
Under sensommaren 1940 blev han placerad på en flygflottilj, men han havererade med sin Supermarine Spitfire fyra dagar efter att han fått flyga den för första gången. Efter haveriet blev det sjukhusvistelse och samtidigt passade man på att operera hans skadade rygg. I december 1940 var han återställd och kom åter i tjänst, på grund av frånvaron missade han stora delar av slaget om Storbritannien. Men han kom att flyga under Douglas Baders befäl, och även se honom skjutas ner nära Lille i Frankrike. 
Han sköt ner sitt första fiendeplan en Bf 109 i maj 1941. Hans ledarförmåga uppmärksammades och han befordrades snabbt. I juni 1942 utsågs han till chef för 610:e jaktflottiljen, för att i mars 1943 ta över ledarskapet av de kanadensiska flygarna vid Kenley. Som eskortpilot till de amerikanska bombflygplanen sköt han under sommaren 1943 ner 14 fiendeflygplan. På D-dagen 6 juni 1944 gjorde han fyra raider över Frankrike, mellan mars och juli 1944 under den period jaktpiloternas tid var fylld med stridsuppdrag sköt han ner 10 fiendeflygplan. Hans 38:de och sista seger kom 27 september 1944 över Nijmegen. I april 1945 blev han befordrad och gavs kommandot över 125:e flygflottiljen som då var Storbritanniens modernaste flottilj, bestyckad med Spitfire XIV försedda med Rolls-Royce Griffon motorer. Efter krigsslutet ledde han sin flottilj över till Danmark, därefter posterades han i Tyskland som chef för 124:e flygflottiljen. I början av 1950-talet arbetade han för USAF, och flög F-86 Sabres för Tactical Air Command, under 1950-1951 tjänstgjorde han i Koreakriget flygande F-80 Shooting Star. Han pensionerades från RAF 1965. Efter något år som pensionär startade han 1969 fastighetsfonden Johnnie Johnson Trust, med över 4.000 lägenheter samt hus som erbjuder omsorg för gamla, handikappade och utsatta ungdomar. 
Under sin tid som pilot tillhörde han dem som aldrig sköts ner, och endast en gång träffades hans flygplan av fiendeeld. Han slutade flyga 1988.